# Hostel (film)
Hostel er en dansk kortfilm fra 2013 instrueret af Oliver Tonning efter eget manuskript.

## Medvirkende
- Luke McQuillan, Anders
- Zinnini Elkington, Theodora
- Kim Sønderholm, Vred mand